# آگوستین بلون
آگوستین بلون (انگلیسی: Agustín Bellone؛ زادهٔ ۲ فوریهٔ ۱۹۹۳) بازیکن فوتبال است.